# راهزن و جوان
راهزن و جوان یا دزد و مرد جوان (به هندی: Daaku Aur Jawan) فیلمی هندی محصول سال ۱۹۷۸ و به کارگردانی سونیل دات است. در این فیلم بازیگرانی همچون سونیل دات، وینود کانا، رینا روی، لینا چانداوارکار، بیندو و رانجیت ایفای نقش کرده‌اند.